# 栄町消防本部
栄町消防本部（さかえまちしょうぼうほんぶ）は、千葉県印旛郡栄町の消防部局（消防本部）。管轄区域は栄町全域。

## 概要
- 消防本部：千葉県印旛郡栄町生板鍋子新田乙20-71
- 管内面積：32.46km2
- 職員定数：55人
- 消防署1カ所
- 主力機械（2020年4月1日現在）
  - 普通消防ポンプ自動車：1
  - 水槽付消防ポンプ自動車：1
  - 高規格救急自動車：2
  - 指揮車：1
  - 救助工作車：1
  - 小型動力ポンプ積載車：1
  - 資機材搬送車：1
  - 広報車：1
  - 連絡車：1

【主力機械に関する参考文献：令和2年版消防年報（栄町消防本部)】

## 沿革
- 1987年 - 消防防災課として消防業務を開始
- 1994年10月1日 - 栄町消防本部が発足。栄町消防署を開設
- 2018年12月17日 - 公式ツイッターを開設

## 組織
- 本部 - 消防防災課（総務班、予防班、警防班、防災班）
- 消防署 - 総務班、予防班、警防班、防災班

## 消防署
| 消防署     | 住所                | 出張所 |
| ---------- | ------------------- | ------ |
| 栄町消防署 | 生板鍋子新田乙20-71 | なし   |